# ウェパル

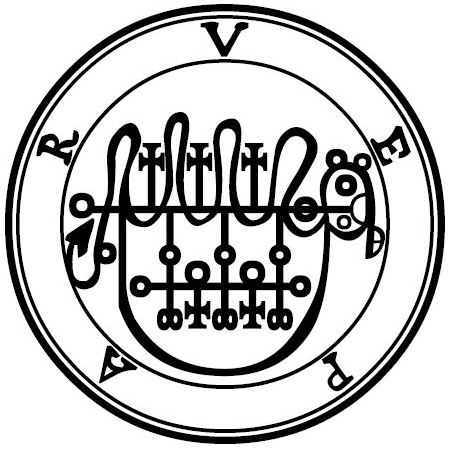
『ゴエティア』に記されたウェパルのシジルその1

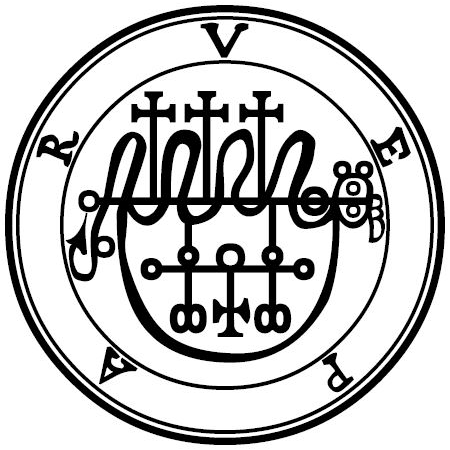
『ゴエティア』に記されたウェパルのシジルその2

ウェパル（Vepar、もしくはVephar）、またはセパル（Separ）は、悪魔学における悪魔の一人。

## 概要
『ゴエティア』によると、地獄の29の軍団を率いる序列42番の大いなる公爵。
人魚(mermaid)の姿（『地獄の辞典』ではシレーヌの姿）で現れるとされる。その力は水域を支配し、武器弾薬を満載した武装船団を誘導できる。また召喚者の求めに応じ、海に大嵐を巻き起こしたり、船団の幻を出現させることができる。人の傷口を化膿させて蛆をわかせ、三日で死に至らしめることもできるという。『悪魔の偽王国』によると逆にその傷を直ちに癒すこともできるとされる。
『ゴエティア』の悪魔の中では、グレモリーと並んで女性の姿で出現する事が明言されている、数少ない悪魔と言える。